# Болгарія на літніх Олімпійських іграх 1924
Болгарія брала участь у Літніх Олімпійських Іграх 1924 року у Парижі (Франція) уперше після двадцятивосьмирічної перерви і удруге за свою історію, але не завоювала жодної медалі. У Літніх Олімпійських іграх 1896 Шарль Шампо стверджував, що він представляє Болгарію.